# ニコライ・アレクサンドロヴィチ・ソコロフ
ニコライ・アレクサンドロヴィチ・ソコロフ（ロシア語: Никола́й Алекса́ндрович Соколо́в、Nikolay Alexandrovich Sokolov, 1859年3月26日 – 1922年5月27日）はロシアの作曲家。サンクトペテルブルクの豪商ミトロファン・ベリャーエフの音楽サロン「金曜日（仏語で「レ・ヴァンドルディ」）」の一員としてロシア音楽史に名を残す。

## 経歴
ニコライ・リムスキー＝コルサコフの高弟の一人で、ソコロフ自身もペテログラード音楽院でドミートリイ・ショスタコーヴィチやユーリ・シャポーリンらを輩出した。少年時代のショスタコーヴィチは、寛大で温和なソコロフを恩師として慕い、その没後に、《管弦楽のための主題と変奏》作品3をソコロフ追悼作品として完成させた。
今日演奏される曲目は、サークル「金曜日」のためにリムスキー＝コルサコフとその門弟たちが合作した、弦楽四重奏のためのいくつかの性格的小品があるにすぎないが、ピアノ曲や管絃楽曲として「ロシアの主題による変奏曲」のような作品もいくつか残している。
- 弦楽五重奏曲 作品3（弦楽合奏のためのセレナーデ 作品3）
- トルストイの「ドンファン」からの終幕の合唱 作品5
- 女声のための合唱曲集 作品12（1892年出版）
- ピアノのための変奏曲 作品25
- ロシア民謡による弦楽四重奏のための変奏曲
- 弦楽四重奏曲ヘ長調
- 弦楽四重奏曲イ長調
- 弦楽四重奏曲ニ短調
- 弦楽三重奏曲ニ短調 作品45

（すべてベリャーエフ社より出版）
このほかに、楽理に関する著作も残している。
セルゲイ・ディアギレフは、アナトーリ・リャードフがバレエ音楽《火の鳥》を完成させられないと知るや、新たな候補にソコロフの名を思い浮かべたが、結局ストラヴィンスキーに打診したという、いかにもありがちな話が伝えられている。このエピソードは、スティーヴン・ウォルシュ著のストラヴィンスキー伝にも引用されている（しかし、2002年刊のPimlico版ではこのエピソードはカットされている）。

## 著作
- Sokolov, N. LinkImitatsii na cantus firmus; posobie pri izuchenii kontrapunkta strogogo stilia. Leningrad: Izd. Gosudarstvennoi konservatorii. 1928.